# Громівська волость
Громівська волость — адміністративно-територіальна одиниця Дніпровського повіту Таврійської губернії.
Станом на 1886 рік складалася з 7 поселень, 5 сільських громад. Населення — 4226 осіб (2158 чоловічої статі та 1968 — жіночої), 595 дворових господарств.
|                     | Площа, десятин | У тому числі орної, дес. |
| ------------------- | -------------- | ------------------------ |
| Сільських громад    | 24544          | 8213                     |
| Приватної власності | 59818          | 2146                     |
| Казенної власності  | 9483           | 15                       |
| Іншої власності     | 141            | 11                       |
| Загалом             | 93986          | 10385                    |

Найбільші поселення волості:
- Громівка (Аірча) — село за 118 верст від повітового міста, 1087 осіб, 193 двори, молитовний будинок, 2 лавки, ярмарок. За 23 версти — молитовний будинок, 2 лавки, ярмарок. За 23 версти — молитовний будинок, лікарня, школа, слесарня, цегельний завод, черепичний завод, лавка.
- Воскресенка (Когунлі) — село, 845 осіб, 134 двори, лавка.
- Миколаївка (Таст) — село, 948 осіб, 127 дворів, молитовний будинок, лавка.
- Покровка (Джавкиргиз) — село, 834 особи, 89 дворів.